# Test de Gaenslen
El test o prueba de Gaenslen es una prueba exploratoria utilizada en medicina y fisioterapia para la evaluación de pacientes con posible afectación de la articulación sacroilíaca. Debido a la dificultad para detectar patología a este nivel a través de la exploración física, a menudo el test de Gaenslen se utiliza dentro de un conjunto de tests adicionales, como el test de Patrick o los tests de distracción y compresión sacroilíaca. El conjunto de tests reciben el nombre de tests de provocación sacroilíaca y se usan en la evaluación de espondiloartropatías —como la espondilitis anquilosante— u otras enfermedades reumáticas que se sospeche que estén afectando a la articulación sacroilíaca.
El test fue descrito por el cirujano y traumatólogo Frederick Julius Gaenslen.

## Procedimiento
Estando el paciente tumbado sobre su espalda, decúbito supino, el terapeuta lleva la articulación de la cadera de un lado del cuerpo a la máxima flexión, mientras que la articulación del otro lado se lleva a extensión, aumentando la presión intraarticular en ambas articulaciones sacroilíacas de forma simultánea. El paciente puede colaborar sujetando la rodilla de la pierna de la cadera en flexión y dejando caer la otra pierna por fuera de la camilla hacia la extensión. También es posible realizar la maniobra estando el paciente tumbado de lado, realizando los mismos movimientos y con el terapeuta proporcionando estabilidad en la pelvis.
Se considera que el test es positivo si, al realizar la maniobra, el paciente afirma sentir dolor en la zona correspondiente a la articulación sacroilíaca. El diagnóstico debe confirmarse mediante otras pruebas de imagen como la resonancia magnética nuclear o la radiografía.